# مدل‌سازی فرایند کسب و کار با محوریت محصول جانبی
این مدل که تمرکز آن روی موجودیت‌های مرتبط کسب‌وکار است که آن‌ها را محصول جانبی می‌نامد. یک محصول جانبی شامل مدل اطلاعاتی و چرخه حیات است. مدل اطلاعاتی، اطلاعات مربوط به کسب‌وکار را نگه می‌دارد که توسط وظایف می‌تواند دستکاری شود. مدل چرخه حیات کاربرد وظایف را محدود می‌کند بنابراین راه‌های ممکن برای نمو محصول جانبی را مشخص می‌سازد.
نمونه‌های محصول جانبی در محیطی که شامل کاربران، داده خارجی، سرویس‌ها و رخدادها نمو می‌کند. علاوه بر این ارتباطات اتصال بین محصولات جانبی و رخدادها را مشخص می‌کنند. بر خلاف مدل‌های دیگر، مدل کسب‌وکار با محوریت محصول جانبی، از مدل‌سازی داده به عنوان یک جزء اصلی شروع می‌کند و فرایند کسب‌وکار را بر اساس نمو موجودیت‌های داده‌ای پایا در قالب چرخه حیات مشخص می‌کند.
محصولات جانبی کسب‌وکار به مفهوم «پرونده» در زمینهٔ سیستم‌های مدیریت پرونده بسیار مربوط است. هر دو شامل مفهوم موجودیت‌های مفهومی پیشرو در طول زمان طبق برخی دستورالعمل‌ها یا شِمای چرخه حیات می‌شوند و هر دو از رشد مجموعه داده‌های جمع شده در هر چرخه حیات نمونه پرونده بهره می‌برند.

## تعریف محصول جانبی
مفهوم محصول جانبی اولین بار در سال ۲۰۰۳ در مطرح شد. هدف اصلی از ارائهٔ این مبحث، ارائهٔ یک مدل عملیاتی در سطح کاربر حوزه کسب‌وکار با حفظ ویژگی صوری بودن که برای دلالت و در صورت امکان خودکار کردن پیاده‌سازی است. معمولاً نمایش سطح فرایندی، وسیله‌ای جهت مستندسازی نیازهای کسب‌وکار است و هدفش فراهم کردن مشخصه‌هایی است که مورد نیاز پیاده‌سازی‌هایی از قبیل سیستم‌های جریان کاری است. هدف این بخش ارائهٔ یک توصیف از کسب‌وکار است که توسط افراد حوزه کسب‌وکار برای مدیریت کسب‌وکار مورد استفاده قرار گیرد. مدل‌هایی که ایجاد می‌شود اطلاعات کافی برای تیم پیاده‌سازی دارد. اما ارزش واقعی مدل در مالکیت است. طراحی و تحلیل مدل توسط مالک کسب‌وکار انجام می‌شود. تأکید این بخش روی حوزه مدل کردن است که به بیان محصولات جانبی کسب‌وکار می‌پردازد.
در تعریف زیر برای محصول جانبی ارائه‌شده‌است:
«یک محصول جانبی یک دسته اطلاعات واقعی، قابل شناسایی و خود توصیف است که می‌تواند توسط تاجر در اجرای واقعی کسب‌وکار مورد استفاده قرار گیرد. برخی اوقات از محصول جانبی با عنوان سوابق کسب‌وکار نام می‌برند.»